# Aprica
Aprica é uma comuna italiana da região da Lombardia, província de Sondrio, com cerca de 1.583 habitantes. Estende-se por uma área de 20 km², tendo uma densidade populacional de 79 hab/km². Faz fronteira com Corteno Golgi (BS), Teglio, Villa di Tirano.

## Demografia
| Variação demográfica do município entre 1861 e 2011                               |
|                                                                                   |
| Fonte: Istituto Nazionale di Statistica (ISTAT) - Elaboração gráfica da Wikipedia |